# Daingerfield
Daingerfield és una població dels Estats Units a l'estat de Texas. Segons el cens del 2000 tenia 2.517 habitants.

## Demografia
Segons el cens del 2000, Daingerfield tenia 2.517 habitants, 957 habitatges, i 694 famílies. La densitat de població era de 403,2 habitants/km².
Dels 957 habitatges en un 36,8% hi vivien nens de menys de 18 anys, en un 49,5% hi vivien parelles casades, en un 19,3% dones solteres, i en un 27,4% no eren unitats familiars. En el 25,1% dels habitatges hi vivien persones soles l'11,6% de les quals corresponia a persones de 65 anys o més que vivien soles. El nombre mitjà de persones vivint en cada habitatge era de 2,53 i el nombre mitjà de persones que vivien en cada família era de 3,02.
Per edats la població es repartia de la següent manera: un 29% tenia menys de 18 anys, un 8,2% entre 18 i 24, un 25,5% entre 25 i 44, un 20,1% de 45 a 60 i un 17,2% 65 anys o més.
L'edat mediana era de 37 anys. Per cada 100 dones de 18 o més anys hi havia 79,2 homes.
La renda mediana per habitatge era de 28.333 $ i la renda mediana per família de 31.625 $. Els homes tenien una renda mediana de 31.154 $ mentre que les dones 19.196 $. La renda per capita de la població era de 13.689 $. Aproximadament el 20,8% de les famílies i el 23,5% de la població estaven per davall del llindar de pobresa.

## Poblacions més properes
El següent diagrama mostra les poblacions més properes.